# تطبيق السلام

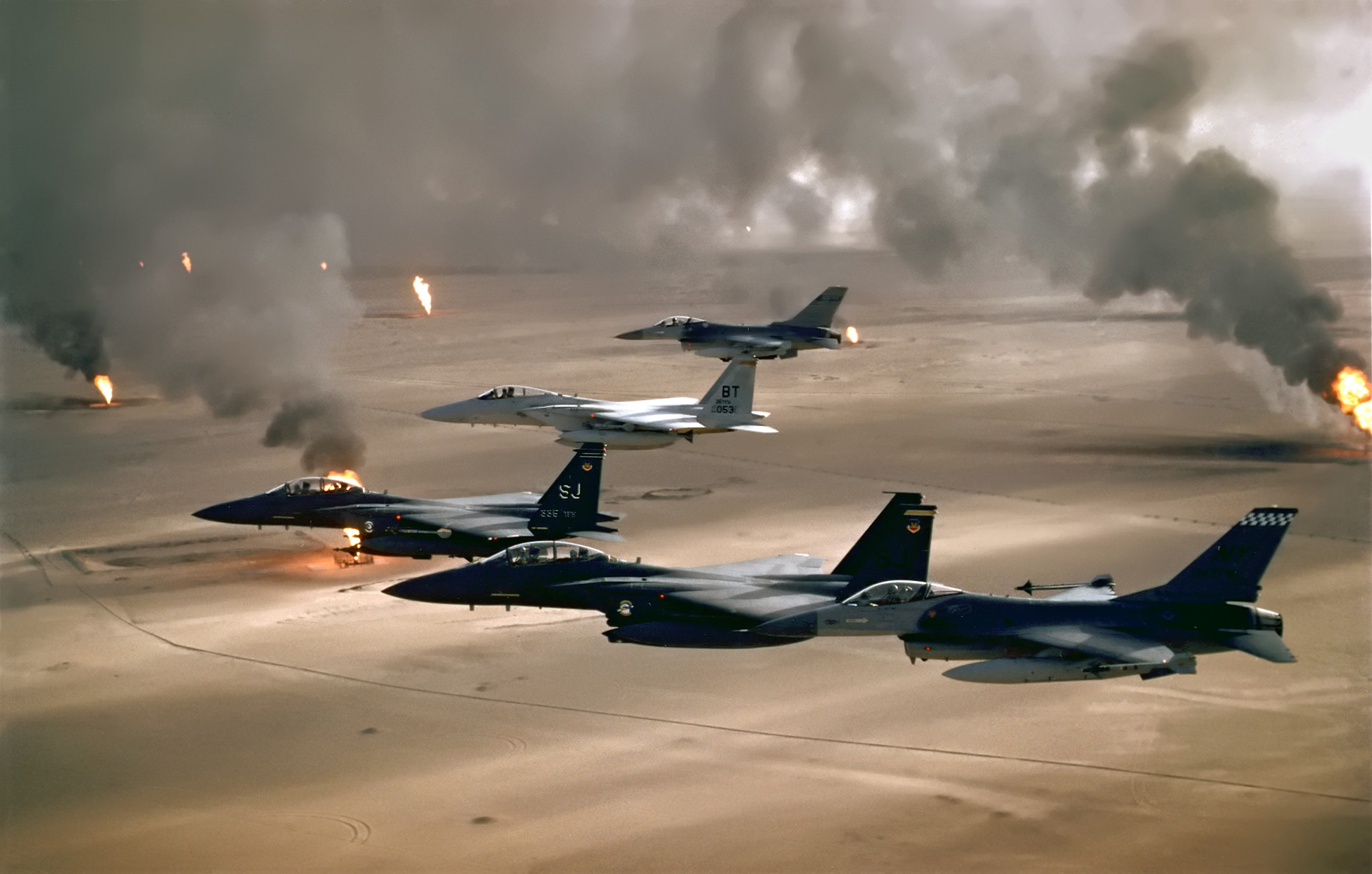
حرب الخليج هي مثال على تطبيق الأمم المتحدة لقرارها القاضي بانسحاب القوات العراقية من الكويت.

تطبيق السلام (بالإنجليزية: Peace enforcement) هو استخدام القوة العسكرية لفرض السلام في نزاع، بشكل عام ضد إرادة المقاتلين. للقيام بذلك، يتطلب الأمر بشكل عام قوة عسكرية أكثر من عمليات حفظ السلام. تتمتع الأمم المتحدة، من خلال مجلس الأمن التابع لها بموجب الفصل السابع من ميثاقها، بالقدرة على تفويض القوة لتنفيذ قراراتها ووقف إطلاق النار الذي تم إنشاؤه بالفعل.
يختلف تطبيق السلام عن حفظ السلام لأن أنشطة إنفاذ السلام تُستخدم عمومًا لإحلال السلام من وقف إطلاق النار المخالف أو لفرض السلام الذي تطالب به الأمم المتحدة. بالمقارنة مع حفظ السلام، يتطلب إنفاذ السلام المزيد من القوة العسكرية، وبالتالي فإن أفضل طريقة للقيام بها هي القوات المسلحة الثقيلة. ومع ذلك، فهي بشكل عام غير قادرة على خلق سلام دائم، لأنها لا تفعل شيئا للتعامل مع المشاكل الأساسية التي تسببت في الصراع نفسه.
أحد أشهر الأمثلة على تطبيق السلام كان تدخل الأمم المتحدة خلال حرب الخليج لإجبار جيش صدام حسين العراقي على الخروج من الكويت. وبذلك تمكنت الأمم المتحدة من إجبار العراق على الامتثال لقرارات الأمم المتحدة التي طالبت بانسحابه من المنطقة.

تقرير عن حفظ السلام وإنفاذ السلام في التسعينيات لجيش الولايات المتحدة حدد هذا الاختلاف بين إنفاذ السلام وحفظ السلام:
حفظ السلام، وهو الدور الذي لعبته الأمم المتحدة على مر السنين، بسيط نسبيًا، وعلى الرغم من الصعوبات، فهو سهل نسبيًا. تتضمن عمليات حفظ السلام مراقبة وتنفيذ وقف إطلاق النار الذي وافق عليه اثنان أو أكثر من المقاتلين السابقين. إنها تتقدم في جو يسود فيه السلام وحيث يفضل المقاتلون السابقون الحد الأدنى من السلام على استمرار الحرب. إن تطبيق السلام، كما تستخدمه هيئة الأركان المشتركة للولايات المتحدة، يستلزم تدخل للقوات المسلحة لفصل المقاتلين الحاليين لإيجاد وقف إطلاق نار غير موجود. من ناحية أخرى، يستخدم بطرس غالي المصطلح للإشارة إلى إجراءات لمنع انتهاك وقف إطلاق النار أو لإعادة وقف إطلاق النار الفاشل. إنه اختلاف دقيق، لكنه يعني وجود بعض الإرادة من أجل السلام. النسخة الأمريكية تصور بشكل أكثر واقعية مسألة أخرى أكثر صعوبة. حسب التعريف، في حالة يكون فيها تطبيق السلام ردًا مناسبًا محتملًا، تصف الحرب وليس السلام الوضع، ويفضلها واحد أو أكثر من المقاتلين بهذه الطريقة. هذا يعني أنه، على عكس قوات حفظ السلام، غالبًا ما لا يتم الترحيب بعناصر إنفاذ السلام من جانب واحد أو أي من الجانبين. بدلاً من ذلك، فهم مقاتلون نشطون يجب أن يفرضوا وقف إطلاق النار الذي يعارضه أحد المقاتلين أو كلاهما؛ في هذه العملية، الحياد الذي يميز حفظة السلام سوف يضيع على الأرجح.

## روابط خارجية
- عمليات أخرى غير الحرب. المجلد الرابع "عمليات السلام"